# 関三次郎事件
関三次郎事件（せきさんじろうじけん）とは、ソビエト連邦によるスパイ事件。1953年（昭和28年）8月2日、国家地方警察札幌管区本部が検挙。この事件は、青森県出身でサハリン州居住の無国籍者、関三次郎（当時51歳）が、ソ連の情報機関の指令による連絡任務等を帯びて北海道に密入国したスパイ事件である。

## 概要
関三次郎は1923年（大正12年）頃、21歳のとき、内地から単身当時日本領だった南樺太へと渡ったことから失踪宣告を受けて戸籍を抹消されていたが、終戦後もサハリン（旧樺太）に残り、日雇労働者などとして住所・職業ともに不定の状態であった。こうした折、ソ連の情報当局に属するとみられる人物の働きかけを受け、一定の報酬と引換えに工作活動の協力を約束させられた。その後、関は重要書類隠匿方法などのスパイ訓練を受けたのち、「単身北海道へ渡り、旭川市の適当な場所に現金を埋めて図面化するとともに、北海道の地図や労働者の制服等を買って帰ること」を内容とする指令を受け、ソ連の巡回小艇"PK1403号"に乗船し、1953年8月2日、北海道宗谷支庁宗谷郡宗谷村（現、稚内市）の沖合から日本に密入国した。国家地方警察札幌管区本部は、同日、関の宿泊先であった稚内市内の旅館で関を逮捕した。
同年8月8日、関を迎えにきた"PK1403号"を拿捕、ソ連人船長のF・P・クリコフ（当時43歳）ら2名を逮捕した。
翌1954年2月19日、旭川地方裁判所において、関三次郎は出入国管理令、外国為替及び外国貿易管理法違反で懲役1年、執行猶予2年の判決を受けた。クリコフには、出入国管理令と船舶法違反で懲役1年、執行猶予2年の判決が下り、国外強制退去となった。なお、この裁判には一切証拠たるべきものがなく、頼りとするのは本人の供述だけであり、しかも供述は法廷で二転三転したという。あまりに矛盾が多いことから、弁護側から関の精神鑑定が請求されている。
この事件は表向きはソ連によるスパイ事件ということになっているが、真相は米国CIC（アメリカ陸軍対敵諜報部隊）の謀略事件ではなかったかという推測もなされている。関についても、米国とソ連内務省系の二重エージェントだった可能性が指摘されている。